# BluNavy
Blunavy est une compagnie de navigation maritime privée italienne, dont le siège est à Portoferraio. Elle assure quotidiennement au départ de l'Italie, des liaisons entre la Sardaigne, la Corse et l'Île d'Elbe. Elle relie l'Île d'Elbe  sur le trajet Piombino - Portoferraio et vice-versa, et à partir d’avril 2016, la Sardaigne et la Corse sur le trajet Santa Teresa Gallura - Bonifacio.

## Histoire
Blunavy est née en avril 2010 à la suite d'un accord avec l’association Albergatori Isola d’Elba. La compagnie nouvelle fournit une offre alternative sur le trajet entre le continent européen et l'île d'Elbe, ligne déjà occupée par la Moby Lines.
L’activité de la société, une Srl, a démarré avec l’acquisition du « Prime Rose » le premier et plus grand ferry de la flotte, long de 118 mètres pouvant transporter 950 passagers et 350 véhicules.
En février 2011 le « Prime Rose » est remplacé par le navire grec « Achaeos » ayant une capacité de 600 passagers et 110 véhicules.
En 2012 l'« Achaeos » est remplacé par l'« Acciarello », beaucoup plus grand et plus confortable. Le navire affrété a une capacité de 800 passagers et 220 véhicules.
En 2013, l’entreprise passe sous le contrôle de Finsea Luigi Negri ; 30% appartiennent à des sociétés d’Elbe et les 10 % restants à la famille Morace.
La compagnie applique des tarifs réduits pour les résidents et les propriétaires de résidences secondaires sur l'île d'Elbe.
Janvier-mars 2015, acquisition du ferry « Acciarello ».
La société transfère le siège social de Milan à Portoferraio (Île d'Elbe), et transforme le nom de la société de Srl en Spa.
En mars 2016, elle démarre une nouvelle ligne maritime entre Santa Teresa Gallura (Sardaigne) et Bonifacio, avec le ferry « Ichnusa » acquis à la suite de la faillite de son propriétaire la Saremar.

## Les lignes
La BluNavy assure plusieurs rotations quotidiennes sur les lignes Piombino ↔ Portoferraio et Santa Teresa Gallura ↔ Bonifacio. Les traversées durent une heure.

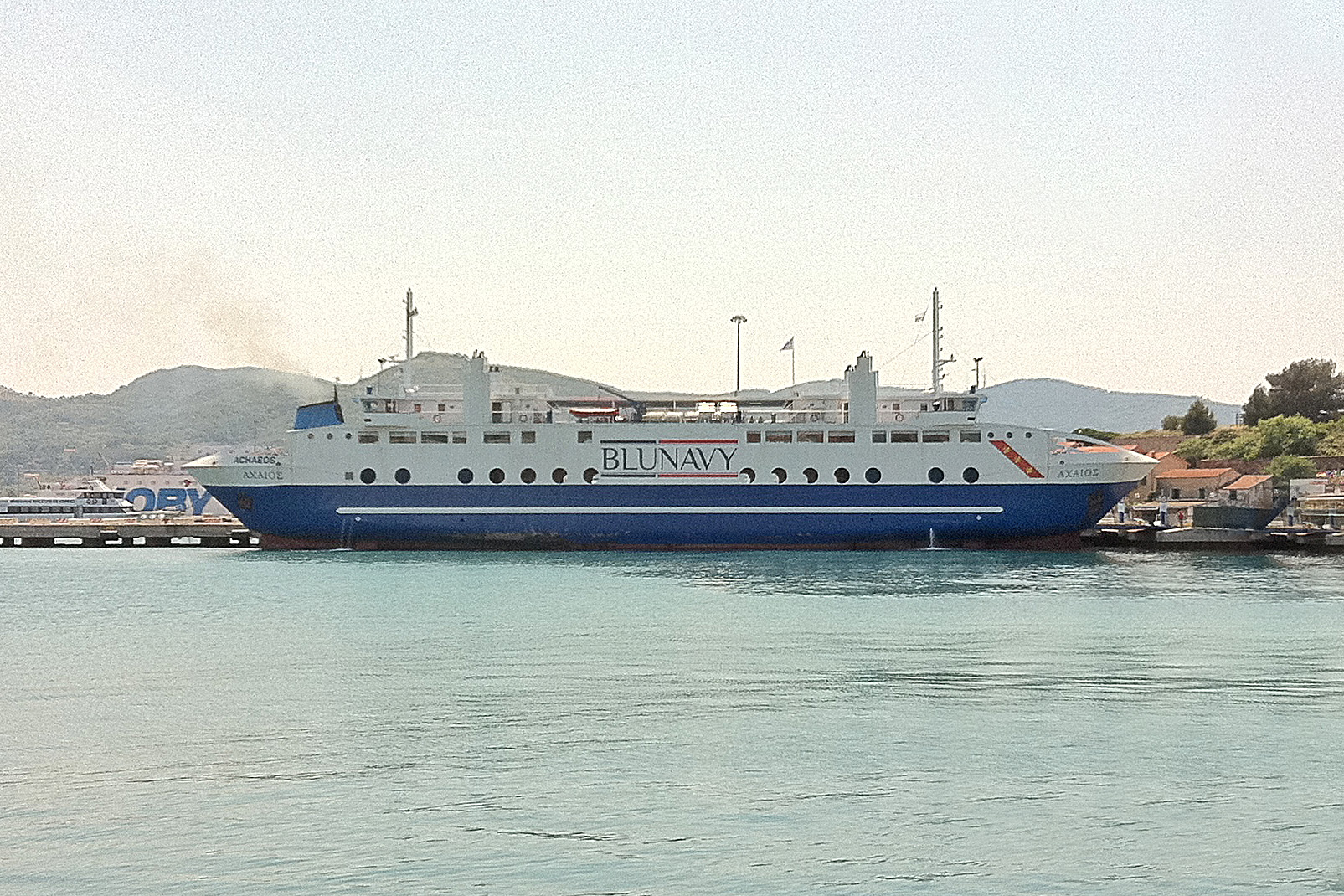
L'Acheos à Portoferraio 2011
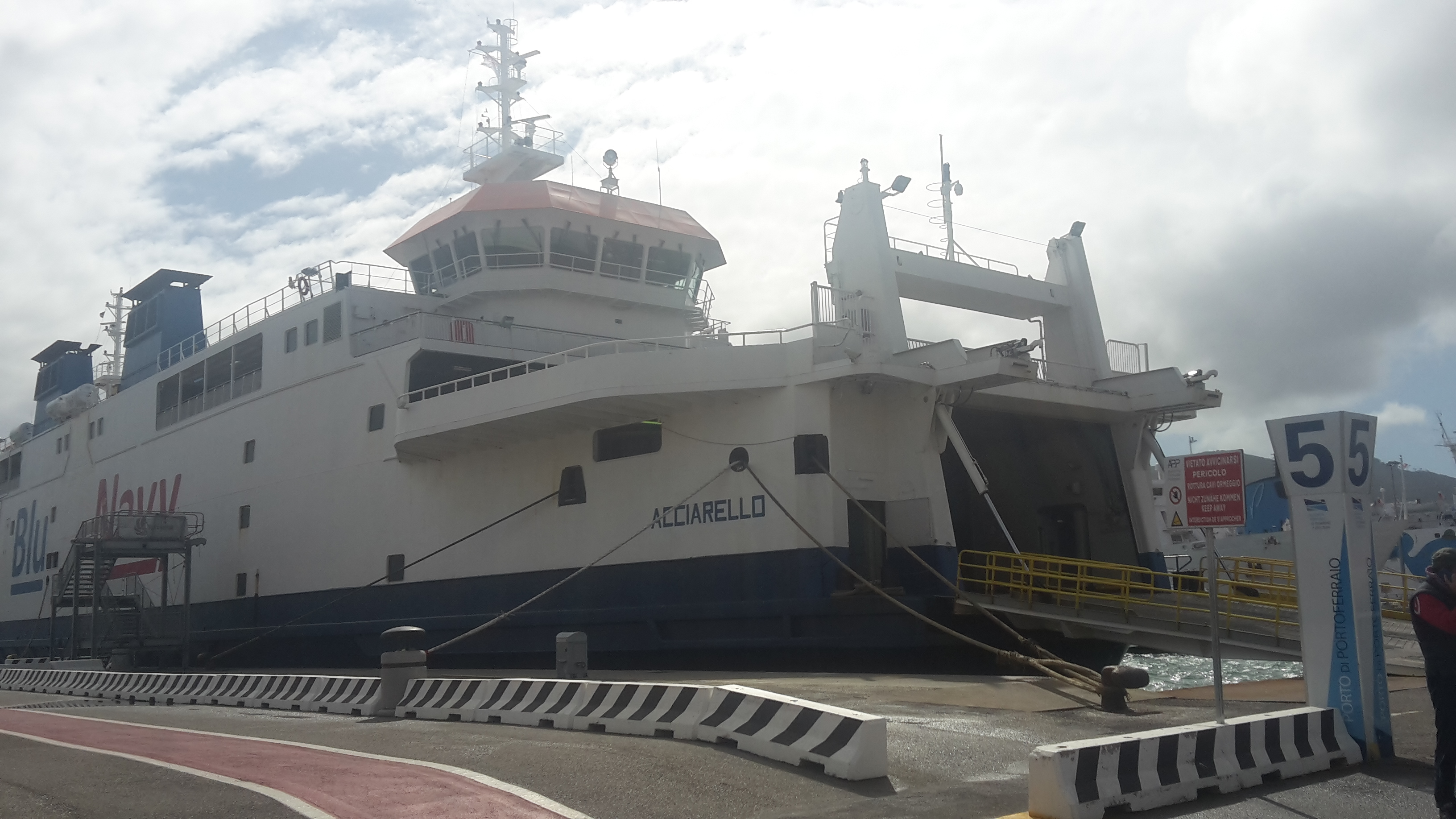
L'Acciarello à Portoferraio 2015
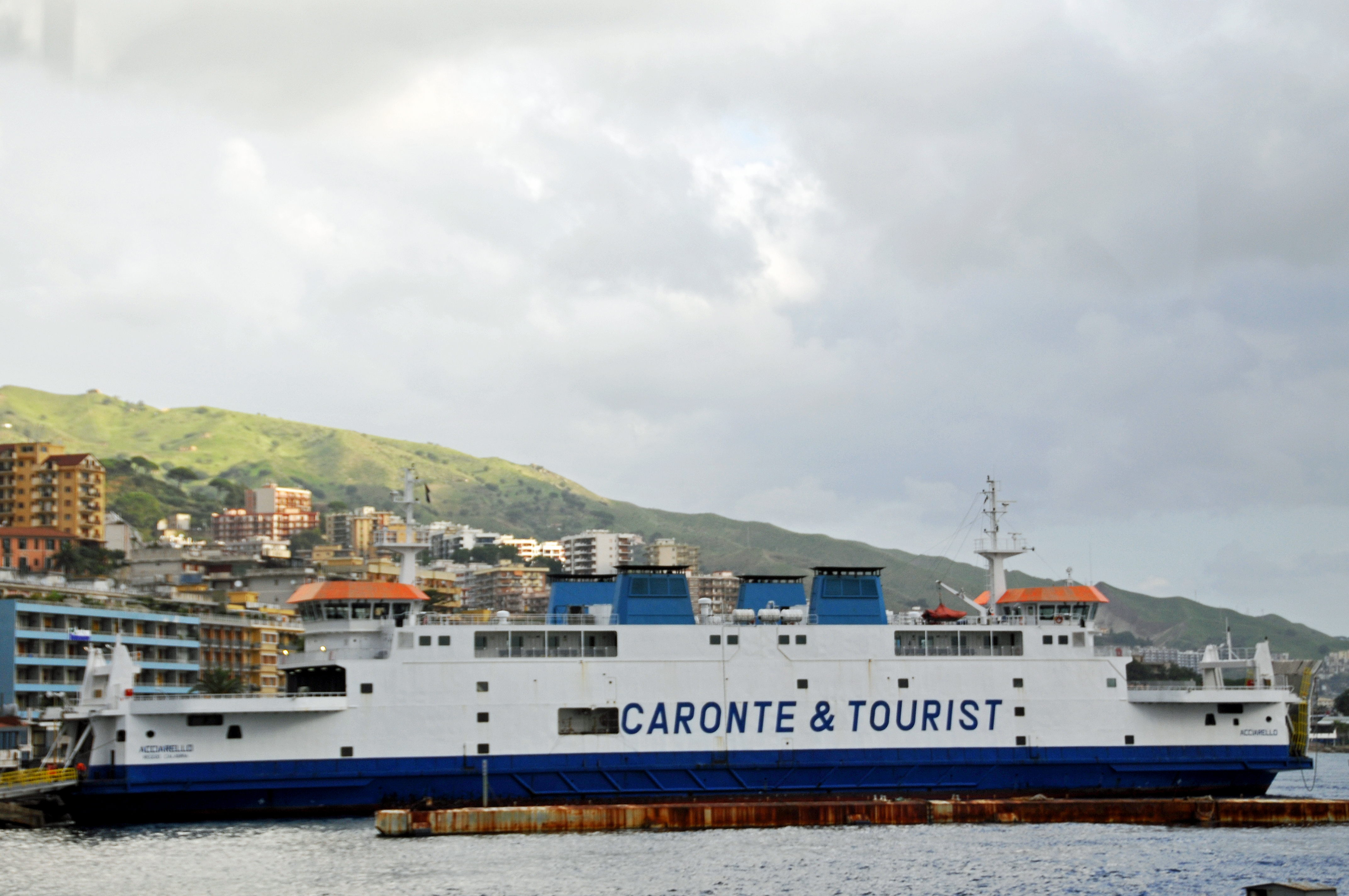
L'Acciarello en 2010 à Messine
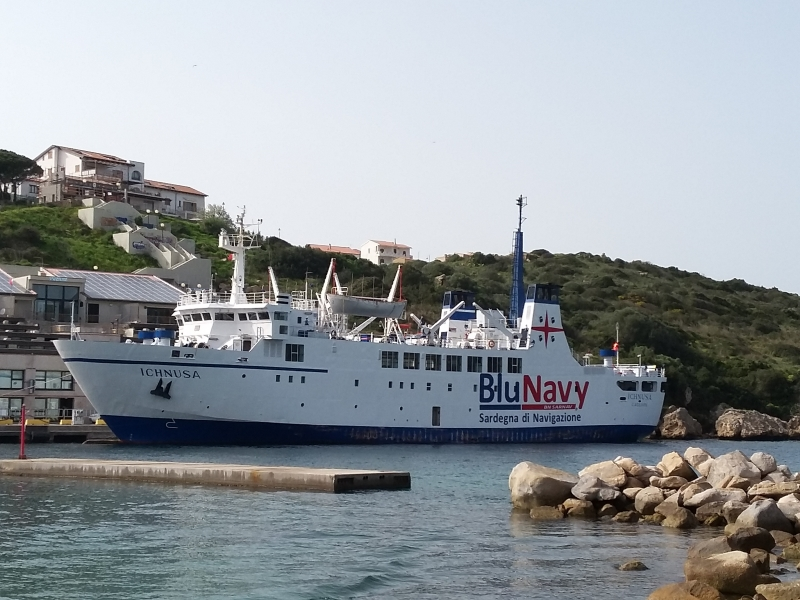
Ichnusa à Santa Teresa Gallura
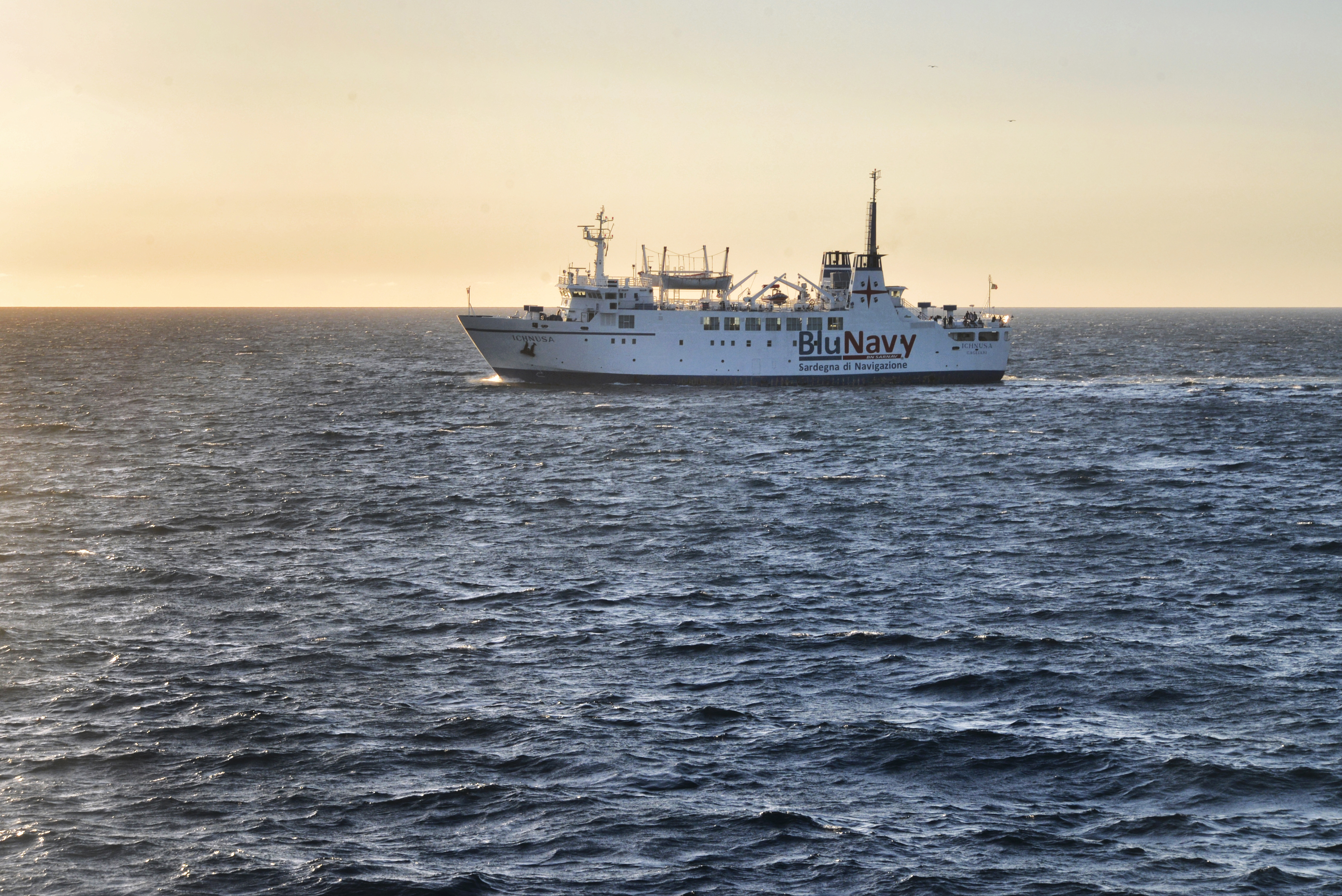
Ichnusa dans les bouches de Bonifacio